# Gavignano
Gavignano es una comuna y población de Francia, en la región de Córcega, departamento de Alta Córcega.
Su población en el censo de 1999 era de 55 habitantes.

## Demografía
| Gráfica de evolución demográfica de Gavignano entre 1861 y 2001 |
|                                                                 |
| Fuente ISTAT - elaboración gráfica de Wikipedia                 |